# 王潤 (隋朝)
王潤（?—?），隋朝人物，隋末民变领袖。
大业八年（612年），隋炀帝发大军东征高句丽，中原百姓不堪劳役，纷纷揭竿而起反对隋朝的统治。王潤也是其中的一支。大业九年（613年）正月，隋炀帝征天下兵，募为骁果。与此同时，王润和杜彦永率军攻陷隋朝的平原郡（治今山东省德州市陵城区），大掠而去。其后事迹不详。